# Colle Sannita
Colle Sannita là một đô thị ở tỉnh Benevento trong vùng Campania, có vị trí khoảng 80 km về phía đông bắc của Napoli và khoảng 25 km về phía bắc của Benevento. Tại thời điểm ngày 31 tháng 12 năm 2004, đô thị này có dân số 2.982 người và diện tích là 37 km².
Đô thị Colle Sannita có các frazione (đơn vị cấp dưới) Decorata.
Colle Sannita giáp các đô thị: Baselice, Castelpagano, Castelvetere in Val Fortore, Circello, Reino, Riccia, San Marco dei Cavoti.